# Brighten the Corner
Brighten the Corner è il trentacinquesimo album della cantante Ella Fitzgerald, pubblicato dalla Capitol Records nel 1967.
L'album è il primo della cantante pubblicato dalla Capitol Records, ed è composto da brani classici del repertorio Cristiano.

## Tracce
Lato A
1. Abide with Me (Henry Francis Lyte, G.Price, R.Black) - 3.24
2. Just a Closer Walk with Thee (G.Price, R.Black) - 5.00
3. The Old Rugged Cross (George Bennard) - 3.50
4. Brighten the Corner Where You Are (Ina D.Ogdon, Charles H.Gabriel) - 2.33
5. I Need Thee Every Hour (Annie S.Hawks, Robert Lowry) - 3.38
6. In the Garden (C.Austin Miles) - 3.14
7. God Be with You Till We Meet Again (Jeremiah E.Rankin, William G.Tomer) - 1.19

Lato B
1. God Will Take Care of You (Civilla D.Martin, W.Stillman Martin) - 3.29
2. The Church in the Wildwood (William S.Pitts) - 3.00
3. Throw Out the Lifeline (Edwin Ufford) - 3.12
4. I Shall Not Be Moved (G.Price, R.Black) - 2.40
5. Let the Lower Lights Be Burning (Philip P.Bliss) - 2.46
6. What a Friend We Have In Jesus (Joseph M.Scriven, Charles Crozat Converse) - 4.02
7. Rock of Ages, Cleft for Me (Augustus Toplady, Thomas Hastings) - 1.58